# نمک مضاعف

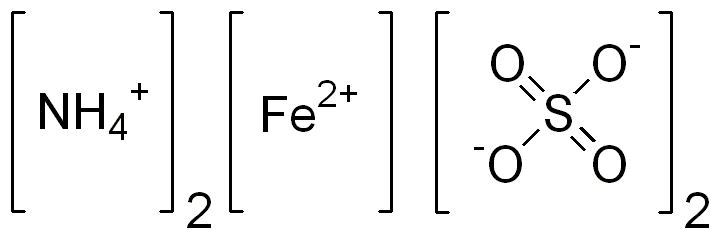
فرمول شیمیایی نمک مضاعف

نمک مضاعف وقتی دو نمک با هم به نسبت مولی ساده ای متبلور شوند، حاصل می‌شود. شکل و سیستم بلوری نمک‌های حاصل عملا با شکل بلوری دو نمک سازنده آن یکی است. نمک‌های مضاعف در حالت محلول خواص هر یک از یون‌های سازنده خود را نشان می‌دهند.
•تشکیل یک نمک مضاعف باعث به‌وجود آمدن ساختمان پایدارتری خواهد شد به‌طوری که انرژی آزاد تشکیل یک نمک مضاعف متبلور، از مجموع انرژی های آزاد تشکیل نمک های اجزای سازنده بزرگتر است.
نمک های مضاعف را می توانیک سیستم سه جزئی به حساب آورد که یک جزئ آن آب و دو جزئ دیگر دو نمک ساده می باشند که باید اولا شعاع کاتیون ها ثانیا نسبت مولی نمک های ساده یکسان باشد. ثالثا شکل و سیستم بلوری نمک ها یکی باشد. بنابراین یک نمک مضاعف با شبکه بلوری مشابه نمک های ساده بکار رفته تشکیل می شود.
نمک های مضاعف از نظر شکل ظاهری دارای انواع گوناگون از جمله اورتورومبیک، مونوکلینیک و غیره می باشند که هر یک دارای خصوصیات منحصر به فرد خود هستند. این خصوصیات که شامل طول یال شبکه بلور، شعاع کاتیون و اندازه زوایای وجوه می باشد توسط پراش اشعه ایکس تعیین می گردد.

## نمونه‌های نمک مضاعف
چند نمونه از نمک‌های مضاعف عبارتند از:
- سولفات مضاعف آمونیوم – آهن
- کلرید مضاعف پتاسیم منیزیم ۶ آبه
- نمک مضاعف کلرید پتاسیم و سولفات منیزیم